# Polistes paraguayensis
Polistes paraguayensis är en getingart som beskrevs av Berton 1921. Polistes paraguayensis ingår i släktet pappersgetingar, och familjen getingar. Inga underarter finns listade i Catalogue of Life.